# Пунчерюмал
Пунчерюма́л (рос. Пунчерюмал, марій. Пӱнчерйымал) — присілок у складі Сернурського району Марій Ел, Росія. Входить до складу Чендемеровського сільського поселення.

## Населення
Населення — 62 особи (2010; 54 у 2002).
Національний склад (станом на 2002 рік):
- марі — 98 %